# ديف إسر
ديف إسر (بالإنجليزية: Dave Esser)‏ هو لاعب كرة قدم بريطاني، ولد في 20 يونيو 1957 في آلترنكهام في المملكة المتحدة. لعب مع أشتون يونايتد وماكليسفيلد تاون ونادي أبويل ونادي ألترينتشام ونادي إيفرتون ونادي روتشديل ونادي ستاليبريدج سيلتيك ونادي هايد إف سي ونادي ويتون ألبيون.